# Les Paul
Lester William Polsfuss, conegut com Les Paul, (Waukesha, Wisconsin, 9 de juny de 1915 - White Plains, Nova York, 13 d'agost de 2009) fou un guitarrista de jazz estatunidenc. És considerat el pare de la guitarra elèctrica.

## Biografia
Nascut el 9 de juny de 1915 a l'estat de Wisconsin, Lester W. Polsfuss, que simplificaria el seu nom amb la fórmula més comercial Les Paul, es va iniciar de molt jove en el jazz i va tocar per primera vegada als 13 anys (1928). De seguida va mostrar interès per millorar els instruments. D'aquí que acabés connectant la guitarra al corrent elèctric. Va ser pioner en el desenvolupament de la guitarra elèctrica de cos sòlid (Solidbody): "Volia demostrar que aconseguir una tapa sòlida, sense vibracions, era el camí a seguir", segons va explicar ell mateix. El 1941 va crear el precedent de la guitarra elèctrica, un instrument que ell va anomenar "log" ("tronc"). Des dels anys 50 i fins a la seva mort, va estar vinculat a l'empresa Gibson, que va produir-li una sèrie de models que portaven el seu nom (Gibson Les Paul) i que van ser els predilectes d'artistes com Keith Richards, Paul McCartney o B.B. King.
El 1952 va crear els primers models de la guitarra elèctrica "Les Paul" i amb el temps va editar sèries mítiques com la "Goldtop", la "Black Beauty", "Junior", "Special" i "Standard", que han seduït músics i grups com Santana, Led Zeppelin, Metallica, U2 o Pearl Jam.
Guanyador de tres Grammys, va destacar amb temes com "It's Been a Long, Long Time", "Lover (When You're Near Me)" o "How High the Moon". El seu talent innovador, reflectit en la seva manera particular de tocar la guitarra, el va diferenciar dels seus contemporanis i ha inspirat a molts dels guitarristes actuals. També se li atribueix l'aplicació de les tècniques d'enregistrament multipista i diversos efectes de so com el delay i el reverb.
Morí el 13 d'agost de 2009 en un hospital de White Plains, a l'estat de Nova York, a l'edat de 94 anys, degut a complicacions per una pneumònia.